# 1990 у футболі
Нижче наведені футбольні події 1990 року в усьому світі.

## Події
- Відбувся чотирнадцятий чемпіонат світу, перемогу на якому здобула збірна ФРН.
- Відбувся сімнадцятий кубок африканських націй, перемогу на якому здобула збірна Алжиру.

## Засновані клуби
- Заксен (Німеччина)
- Інтер (Турку) (Фінляндія)
- Флора

## Національні чемпіони
- Англія: Ліверпуль
- Аргентина: Рівер Плейт
- Бразилія: Корінтіанс
- Італія: Наполі
- Іспанія: Реал Мадрид
- НДР: Динамо (Дрезден)
- Нідерланди: Аякс (Амстердам)
- Парагвай: Серро Портеньйо
- Португалія: Порту
- СРСР: Динамо (Київ)
- ФРН: Баварія (Мюнхен)
- Франція: Олімпік (Марсель)
- Югославія: Црвена Звезда